# Longczenpa
Longczenpa, Longczen Rabdziam, znany również jako Drime Yzer (tyb.: ཀློང་ཆེན་རབ་འབྱམས་པ, Wylie: klong chen rab ’byams pa, ZWPY: Longqên Rabjamba) (ur. 1308, zm. 1364) - uczony i mistrz tradycji Ningma oraz odnowiciel Dzogczen. 
Ze względu na jego wkład do historii buddyzmu w Tybecie jest uważany obecnie wraz z Tsongkhapą i Sakja Panditą za główną postać Buddyzmu tybetańskiego, emanację Mandziuśriego. Był autorem około 200 dzieł, między innymi "Siedem Skarbnic" i "Trzy Trylogie" o tematyce Hinajany, Mahajany i Wadżrajany w ramach dziewięciu "pojazdów" przekazu "starożytnego (Ningma)". Longczenpa jest kluczową postacią obecnego pełnego przekazu nauk Dzogczen, gdyż był spadkobiercą Kumaradży, od którego posiadł pełny przekaz linii Wima Nyinthig Wimalamitry, a jako reinkarnacja Pema Lédrel Tsal posiadł pełny przekaz Khandro Nyinthig Padmasambhawy oraz oba te przekazy połączył w jeden system i skomponował do tego m.in. trzynastotomowy zbiór o nazwie Nyingtik Yabshyi (tłum. Cztery Działy Nyinthig, wylie. snying thig ya bzhi) oraz kompilację o nazwie Zabmo Yangtik, w której zawarte są dogłębne instrukcje z Wima i Khandro Nyinthig.

## Wykaz głównych dzieł Longczenpy
1. Siedem Skarbnic (ang. The Seven Treasures or Treasuries, wylie. mdzod bdun):
- Skarbnica Dogłębnych Instrukcji (ang. Precious Treasury of Pith Instructions, wylie. man ngag mdzod)
- Skarbnica Dharmadhatu (ang. Precious Treasury of the Basic Space of Phenomena, wylie. chos dbyings mdzod)
- Skarbnica Doktryn Filozofii Buddyjskiej (ang. Precious Treasury of Philosophical Systems, wylie. grub mtha' mdzod)
- Skarbnica Naturalnego Stanu (ang. Precious Treasury of the Way of Abiding, wylie. gnas lugs mdzod)
- Skarbnica Przekazu Pism (ang. Precious Treasury of Scriptural Transmission, wylie. tshig don mdzod)
- Skarbnica Doskonałego Pojazdu (ang. Precious Treasury of the Supreme Vehicle, wylie. theg mchog mdzod)
- Skarbnica Wszechspełniająca (ang. The Wish Fulfilling Precious Treasury, wylie. yid bzhin mdzod)

2. Trylogia Rozpraszająca Mroki (ang. Trilogy of Dispelling Darkness, wylie. mun sel skor gsum)
3. Trylogia Posiadania Naturalności i Spokoju (ang. Trilogy of Finding Comfort and Ease, wylie. ngal gso skor gsum) 
4. Trylogia Naturalnej Wolności (ang. Trilogy of Natural Freedom, Wylie. rang grol skor gsum)
5. 13-tomowe dzieło o nazwie Nyingtik Yabshyi (tłum. Cztery Działy Nyinthig, ang. Four Parts of the Nyingtik, wylie. snying thig ya bzhi) które zawiera cztery kolekcje: Wima Nyingtik (wylie. bi ma snying thig) z komentarzem Lama Yangtik (wylie. bla ma yang thig) oraz Khandro Nyingtik (wylie. mkha gro snying thig) z komentarzem Khandro Yangtik (wylie. mkha gro yang thig)
6. Kolekcja o nazwie Zabmo Yangthig (tłum. Dogłębna Esencja, ang. The Profound Quintessence, wylie. zab mo yang thig)